# 100 Bares
100 Bares es una productora argentina de cine y televisión dirigida por Juan José Campanella un homenaje a los cientos de bares en los que sus socios se reunieron y participaron en cada una de las etapas de las producciones que realizaron.
La productora se encuentra ubicada en zona de las más importantes productoras argentinas. Posee 500 m² de superficie con cobertura Wi-Fi. Sala para presentaciones con proyección HD en pantalla gigante, islas de edición conectadas con fibra óptica y centralizadas con un server X-San así como también un sistema de Render farm para cálculo o proceso de imágenes de alta complejidad.
100 Bares participó conjuntamente con Tele5, Pol-Ka, Canal 13 en la miniserie televisiva Vientos de agua con un presupuesto de 8 millones de euros, 280 actores, 140 locaciones en Asturias, Madrid y Buenos Aires y 10 000 extras que participaron en escenas claves.
Además, llevó a cabo la reconstrucción del nuevo teatro Politeama que demandó una inversión que osciló los $600 millones. El 17 de junio de 2022 se estrenó la primera obra en ella: "La verdad", protagonizada por los ex "Casi Ángeles".

## Filmografía
- El cuento de las comadrejas (2019)
- Entre caníbales (2015, TV)
- Metegol (2012)
- El hombre de tu vida (2011-2012, TV)
- Belgrano (2011)
- El secreto de sus ojos (2009) Ganadora del premio Oscar a mejor película extranjera
- Vientos de agua (2006, TV)
- Luna de Avellaneda (2004)
- El hijo de la novia (2001) Nominada al Oscar como película extranjera